# Stefan Bräse

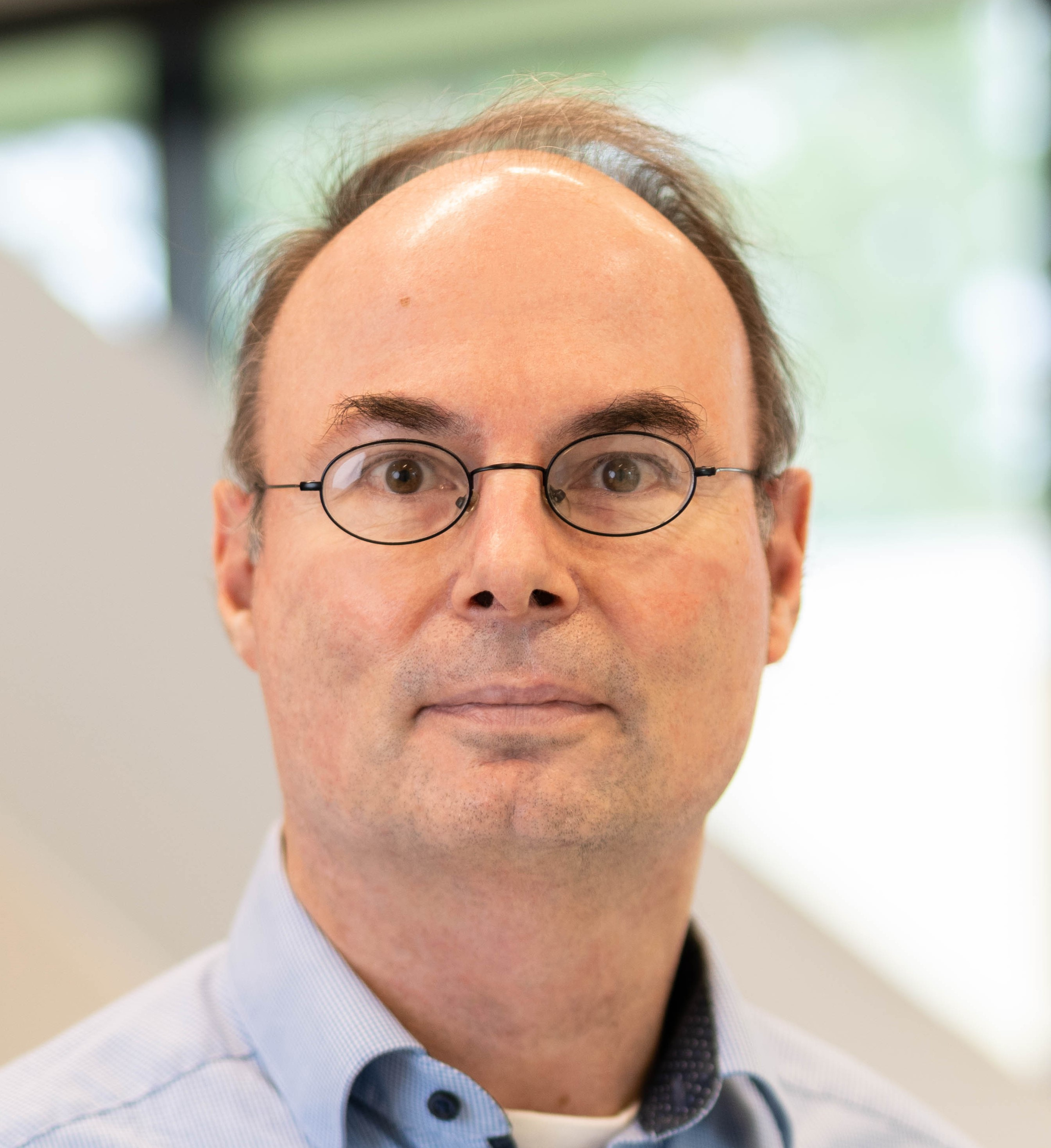
Stefan Bräse

Stefan Bräse (* 30. November 1967 in Kiel) ist ein deutscher organischer Chemiker am Karlsruher Institut für Technologie. Er ist Hochschullehrer und war u. a. Dekan der Fakultät für Chemie und Biowissenschaften der Universität Karlsruhe (TH)/KIT. Derzeit ist er Direktor des Instituts für Biologische und Chemische Systeme (früher das Institut für Toxikologie und Genetik) des Karlsruher Institut für Technologie sowie Geschäftsführender Direktor des Materialwissenschaftlichen Zentrums für Energieumwandlung (MZE) des Karlsruher Institut für Technologie.

## Leben
Stefan Bräse studierte Chemie in Göttingen und Bangor/Wales. Nach seinem Diplom und der anschließenden Doktorarbeit bei Armin de Meijere in Göttingen war er als Post-Doc an der Universität Uppsala, Schweden, (Jan Bäckvall) und am Scripps Research Institute, La Jolla, USA, (K. C. Nicolaou) tätig. Er habilitierte an der RWTH Aachen bei Dieter Enders und erhielt 2001 eine Professur an der Universität Bonn. Seit 2003 ist er Professor am Karlsruher Institut für Technologie. Stefan Bräse ist verheiratet, Vater eines Sohnes und lebt in Karlsruhe und Troisdorf.
Stefan Bräse und seine Arbeitsgruppe erforschen die Synthese von biologisch relevanten komplexen Strukturen und Nanostrukturen. In der Laudatio zum ORCHEM-Preis wurden seine hervorragenden Beiträge zur Organischen Festphasensynthese, die neue Möglichkeiten zur Entwicklung biologisch aktiver Verbindungen eröffnet haben, hervorgehoben.
Weitere Interessen gehen in Richtung Materialwissenschaften, Kombinatorische Chemie, Digitale Chemie, sowie Machine Learning. In seiner Gruppe wurde die elektronischen Laborjournale Chemotion und Labimotion entwickelt, und es hostet das Datenrepositorium Chemotion Repository.
Er ist Mitgründer der Firma cynora.

## Publikationen und Preise
Stefan Bräse hat über 750 Publikationen sowie mehrere Bücher, beispielsweise Asymmetric Synthesis - The Essentials, veröffentlicht. Er war Visiting Professor in Organic Chemistry in Madison, Stanford und Paris und gewann einen ERC Synergy Grant 2024 (ATHENS),  den Lilly Lecture Award 2001, den ORCHEM-Preis für Nachwuchswissenschaftler 2000, den Richard-Zsigmondy Preis 1995 und war DFG-Habilitations-Stipendiat.

## Mitgliedschaften
- Faculty of 1000 (seit 2001)
- Mitgründer und Wissenschaftlicher Beirat cynora GmbH (Karlsruhe, Deutschland) (2002–2010)
- Internationaler Aufsichtsrat ESPRC (UK) (2003–2008)
- Editorial Advisory Board Journal of Combinatorial Chemistry (2003–2008)
- Editorial Advisory Board Current Chemical Biology (seit 2007)
- Deutscher Vertreter des EuCheMS (Division for Organic Chemistry)
- Gesellschaft Deutscher Naturforscher und Ärzte (seit 1987)
- Gesellschaft Deutscher Chemiker (seit 1992)
- Liebig-Vereinigung und Fachgruppe Medizinische Chemie
- American Chemical Society (seit 1993)
- European Chemical Society (seit 1998)
- American Association of the Advancement of Science (seit 1999)
- European Society of Combinatorial Sciences (ESCS) (seit 1999)
- DECHEMA (seit 2005)
- European Academy of Sciences (seit 2019)

## Belege
1. ↑  Institut für Biologische und Chemische Systeme abgerufen am 7. Januar 2022
2. ↑  Autor: KIT - MZE -Startseite. 25. November 2016, abgerufen am 9. Dezember 2017 (deutsch).
3. ↑  Informationen zu und akademischer Stammbaum von Stefan Bräse bei academictree.org, abgerufen am 14. Januar 2018.
4. 1 2  ORCHEM-Preis
5. ↑  Chemotion | Chemotion. Abgerufen am 4. November 2023 (englisch).
6. ↑  The LabIMotion | Chemotion. 3. November 2023, abgerufen am 4. November 2023 (englisch).
7. ↑  Chemotion. Abgerufen am 4. November 2023.
8. ↑  Cynora - Home. Abgerufen am 9. Dezember 2017 (deutsch).
9. ↑  René Günther: ATHENS. KIT, 5. November 2024, abgerufen am 5. November 2024.
10. ↑  Margarete Lehné: Neue Materialien für eine leistungsfähigere optische Datenübertragung. KIT, 5. November 2024, abgerufen am 6. November 2024.

| Personendaten    | Personendaten                                                         |
| ---------------- | --------------------------------------------------------------------- |
| NAME             | Bräse, Stefan                                                         |
| KURZBESCHREIBUNG | deutscher organischer Chemiker am Karlsruher Institut für Technologie |
| GEBURTSDATUM     | 30. November 1967                                                     |
| GEBURTSORT       | Kiel                                                                  |